# Pierre Betz
Pour les articles homonymes, voir Betz.
Pierre Betz, né le 28 mai 1899 à Colmar, Haut-Rhin et mort le 15 août 1969 à Souillac, Lot est un journaliste, photographe, éditeur d’art et collectionneur français. 
Il crée en 1936 avec l’éditeur d’art mulhousien Pierre Braun, la revue revue artistique et littéraire Le Point.

## Biographie
Pierre Betz naît dans une famille protestante de Colmar en Alsace-Lorraine annexée.
Après de brillantes études secondaires au lycée de la ville, Pierre Betz entame des études de médecine à Paris en 1919.
Son séjour dans la capitale lui fait découvrir, à travers les visites de musées, de galeries et d’expositions, les grands peintres expressionnistes ainsi que Cézanne, Gauguin, Van Gogh puis également les contemporains Matisse, Derain, Picasso, renforçant sa passion pour les arts.
La maladie qui le rend infirme l’oblige à demeurer sept ans en Suisse à Davos. il met à profit cette convalescence pour s’enrichir par la lecture et le contact avec des personnes originaires de tous horizons.
En 1926, de retour à Colmar, il ne reprend pas ses études mais se passionne pour l’art photographique et sa faculté à enregistrer la réalité et le spontané.

### Fondateur de la revueLe Point(1936 - 1960)
En 1936 à Colmar, avec son ami Pierre Braun, éditeur d’art et imprimeur mulhousien, afin de montrer que la province peut aussi être une terre d’arts, Pierre Betz lance la revue Le Point, une tentative de décentralisation artistique et littéraire mais aussi un objectif : « rapprocher les hommes » à travers la culture, pour laquelle son ami le photographe Robert Doisneau réalise ses premiers portraits de Picasso, Braque, Paul Léautaud.
En 1939, Pierre Betz se réfugie à chez son frère à Lanzac puis à Souillac refusant de retourner en Alsace annexée. Il aide les réfugiés, les repliés, tous ceux qui comme lui ont dit non à l’envahisseur. Il trouve asile, ainsi que Jean Lurçat dans une ferme du Roc des Monges d’où il poursuit son travail d’éditeur.
Le siège éditorial de la revue se tenait au Café de Paris propriété de son épouse Paule Sabatié, qui a accueilli Aragon, Paul Eluard, Jacques Prévert, Robert Doisneau, Jean-Louis Barrault René Char, Le Corbusier André Malraux, André Chamson, Tristan Tzara, Ossip Zadkine, Claude Roy,
Durant trente années, au fil de 59 numéros dont quatre doubles en 55 livraisons du no 1 (janvier 1936) au no 59 (1962), la revue a reflété avec originalité la France des lettres et des arts, mais aussi des phénomènes de société.

### Hommages posthumes
La place devant l’abbaye de Souillac porte le nom de Pierre Betz.

## Sources et références
1. ↑  « https://archives.yvelines.fr/rechercher/archives-en-ligne/correspondances-du-musee-departemental-maurice-denis/correspondances-du-musee-maurice-denis », sous le nom BETZ Pierre (consulté le 12 février 2022)
2. ↑  Robert Doisneau, À l’imparfait de l’objectif, souvenirs et portraits, Pierre Belfond, Paris, 1989.
3. ↑  « Souillac et les arts : la revue Le Point de Pierre Betz », Archives départementales du Lot, 21 mars 2016.
4. ↑  « Le fonds Pierre Betz accessible à tous », La Dépêche du Midi, 21 mars 2017.
5. ↑  « Souillac. Pierre Betz ou l’apogée artistique et littéraire de la ville », La Dépêche, 31 octobre 2019.
6. ↑  « Pierre Betz (1899 - 2003), rédacteur et créateur de la revue Le Point »

### Documentaire
- « Pour l’amour de l’art : Pierre Betz », France 3, 1979, 13 min.